# Reza Shah
Reza Shah, también conocido como Reza Pahlaví, llamado asimismo Reza Jan o Reza Savad-Koohi (en persa رضا پهلوی - Rezâ Pahlavi; 16 de marzo de 1878 - 26 de julio de 1944), nombrado Su Majestad Imperial, fue sah de Persia desde el 15 de diciembre de 1925 hasta 1935, momento en que cambió el nombre de su nación por Irán, y sah de Irán desde 1935 hasta el 16 de septiembre de 1941. Fue el primer monarca de la dinastía Pahlaví, y un gran propulsor de la modernización de su país.
Durante la Segunda Guerra Mundial, sus posturas favorables hacia la Alemania nazi fueron causa de honda preocupación en el Reino Unido y la Unión Soviética, quienes, finalmente, invadieron el país. Murió en el exilio en la Unión Sudafricana en la ciudad de Johannesburgo. Su hijo heredero, Mohammad Reza Pahleví fue proclamado sah de Irán después de su abdicación.

## Biografía
Reza Savad Koohi nació en 1878, hijo de un oficial del ejército persa. Huérfano de padre a los diez años, fue criado por un tío suyo por parte paterna, decidiendo en su adolescencia seguir la carrera militar al igual que su progenitor. Tras una distinguida actuación como oficial desde 1910, destacó en las fuerzas armadas persas como opositor al caos generado por la Primera Guerra Mundial en suelo de Persia. Durante dicha contienda, tropas del Imperio otomano, del Imperio británico, y del Imperio ruso, se desplazaron abiertamente por territorio persa durante sus campañas, ante la impotencia del gobierno local para impedir que su suelo fuera empleado como campo de batalla por potencias extranjeras. 
Después que en 1917 las fuerzas británicas lograran triunfos decisivos en sus campañas contra los otomanos, el peligro no cesó pues el gobierno de Gran Bretaña planeó usar sus bases en Persia como punto de partida para campañas contra los bolcheviques rusos, lo cual generó una gran indignación entre los jefes militares persas. Para esa fecha Reza Savad Koohi, con el nombre de Reza Jan, era general de un cuerpo de caballería formado según el modelo de los cosacos rusos, y trató que el gobierno del rey Ahmad Shah Qayar retomara el control de la situación, pero sin éxito.
Tras el fin de la contienda en 1918, el gobierno real persa no recuperó el control de su propio territorio pues Gran Bretaña había asumido una ocupación militar de facto sobre casi todo el país, mientras que en las regiones del norte las milicias bolcheviques rusas imponían su autoridad efectiva ignorando por completo al impotente gobierno central de Teherán, dividido en numerosas intrigas internas. Reza Jan fue designado ministro de guerra por el rey Ahmad Shah Qayar para conjurar la crisis, pero pronto el nuevo ministro se mostró opuesto a la inacción del rey y el desorden de la administración.

### Gobierno
En 1921 Reza Jan ejecutó un golpe de Estado contra el rey, usando apenas 3000 hombres y 18 ametralladoras para tomar el control de la capital, Teherán, pero su popularidad y dotes de mando permitieron que Reza Jan pronto impusiera su autoridad sobre el resto del país, al lograr ser percibido como un "caudillo carismático" lo bastante autoritario para reimponer el gobierno central. 
En 1925 fue depuesto oficialmente el ausente monarca Ahmad Shah acabando con la dinastía Qayar, tras lo cual asciende al trono Reza Jan que escogió como nombre Reza Pahlaví (creando un apellido hasta entonces inexistente) y funda la dinastía Pahlaví. Ese mismo año se inicia la construcción de una vía férrea entre el golfo Pérsico y el mar Caspio financiada por un impuesto sobre el té y el azúcar. Reza Pahlavi sigue entonces una política de modernización, manteniendo buenas relaciones con Turquía y siguiendo en parte el modelo de modernización impuesto allí por Mustafá Kemal. En paralelo, Reza Pahlavi está obligado a contener las ambiciones expansionistas de Gran Bretaña y de la Unión Soviética, potencias que compiten por aumentar su influencia sobre el país al igual que Rusia y el Imperio británico durante el siglo XIX.
En 1927 es fundado el Bank-e Melli-e Irán (Banca central) que al año siguiente sustituye al británico Banco Imperial de Persia como único emisor de papel moneda del país. En octubre de 1927 se crea una compañía de pesca entre Irán y la Unión Soviética por un periodo de 25 años, aunque las relaciones políticas entre ambos siguen siendo frías debido a la sospecha de Reza Pahlavi contra cualquier señal de expansionismo soviético. En 1932 se cancela la concesión petrolera al ministro británico William Osborne D´Arcy, siendo renovada al año siguiente al firmarse un nuevo pacto con mejores ventajas para Persia.
En paralelo, Reza Pahlaví estimula la modenización del país: mejora de carreteras, creación de la primera universidad al estilo europeo, y una limitada emancipación de la mujer, elementos que generan conflictos entre el rey y los clérigos islámicos. Negándose a toda oposición, desde inicios de la década de 1930 Reza Pahlavi persigue y encarcela a los clérigos que cuestionan sus reformas. El rey también estimula la "unificación étnica" de Persia y en 1934 cambia el nombre del país a Irán, ordenando la paulatina supresión de las diferenciaciones entre clanes y tribus, lo cual genera oposición al régimen en el medio rural. 
En 1937 se firma un pacto de no agresión y amistad llamado Sa´dabad con Turquía, Irak y Afganistán, para frenar el crecimiento de la influencia política británica sobre los dos últimos países. Con ese mismo fin, desde 1936 Reza Pahlavi llama a Irán a una gran cantidad de ingenieros y técnicos alemanes y austriacos en su intento de modernizar la industria persa, al punto que en 1939 Alemania era ya el principal socio comercial de Persia, por encima de Gran Bretaña. 
Al estallar la Segunda Guerra Mundial en septiembre de 1939, Irán se declaró neutral, temiendo Reza Pahlaví el inicio de sabotajes británicos y alemanes con los cuales el suelo iraní pudiera tornarse de nuevo el campo de batalla entre potencias rivales. No obstante ello, los británicos mantuvieron su influencia en la región tras debelar la rebelión proalemana de Rashid Ali en el vecino Irak.

### Derrocamiento y exilio
Después de la invasión alemana contra la URSS, Gran Bretaña y la Unión Soviética pidieron la expulsión de los técnicos alemanes asentados en Irán, pero Reza Pahlavi se opuso a estas presiones debido a su simpatía con el Eje. Al no adoptar medidas el Gobierno persa ambos países invadieron simultáneamente Irán, y tras una corta resistencia el sah Reza abdicó en su primogénito Mohammad en septiembre de 1941.
Incapaz de resistir por la fuerza la doble invasión británica y soviética, Reza Pahlavi acepta que el gobierno de Londres lo envíe al exilio, el cual cumple primero en la isla Mauricio y luego en Sudáfrica, donde muere en 1944. En 1974 sus restos fueron repatriados a Irán, siendo depositados en el mausoleo de la familia Pahlaví.

## Legado
- Ferrocarriles de Irán.
- Banco Central de Irán.
- Creación de la primera universidad de Irán.
- Erradicación de la malaria.
- Erradicación de la corrupción de los funcionarios del Estado.
- Creación de las escuelas; antes de Reza Shah las madrazas islámicas fueron la única forma de escolarización, y el Corán era el único libro de amplia difusión.
- Creación de los certificados de nacimiento para todos los iraníes[cita requerida].

## Familia
La primera esposa de Reza Shah, con la que se casó en 1894, fue Maryam Khanum (fallecida en 1904). Tuvieron una hija:
- Princesa Hamdam Saltaneh Pahlaví (1903-1992).

Su segunda esposa fue Tadj ol-Molouk (1896-1982), con la cual tuvo cuatro hijos:
- Princesa Shams Pahlaví (1917-1996).
- Mohammad Reza Pahlaví (1919-1980).
- Princesa Ashraf Pahlaví (1919-2016). Melliza con el anterior.[1]
- Príncipe Alí Reza Pahlaví (1922-1954).

En 1922 (divorciado en 1923), Reza Shah se casó con Turan (Qamar al Molk) Amir Soleimaní (1904-1995), con la cual tuvo un hijo:
- Príncipe Gholam Reza Pahlaví (1923-2017).

La cuarta esposa de Reza Shah fue Esmat Dowlatshahí (1904-1995), con la cual tuvo cinco hijos:
- Príncipe Abdul Reza Pahlaví (1924-2004).
- Príncipe Ahmad Reza Pahlaví (1925-1981).
- Príncipe Mahmud Reza Pahlaví (1926-2001).
- Princesa Fatemé Pahlaví (1928-1987).[3]
- Príncipe Hamid Reza Pahlaví (1932-1992).

## Títulos y tratamientos
A lo largo de su vida, Reza Shah tuvo muchos títulos y apellidos. De hecho, antes de 1923, pocas personas en Irán tenían nombre y apellidos; por lo general se llamaba a la persona haciendo alusión a su entorno. Por lo tanto, en un principio Reza fue llamado Reza Savad-Kouhi. Cuando se convirtió en soldado siendo responsable del mantenimiento de las ametralladoras Maxim, recibió el nombre Reza Maxim (no como apodo, sino el nombre en sí), luego recibió la gratificación de raíz turca Khan, y cuando se convirtió en oficial adoptó el nombre Reza Mir-Panj. Tras ser nombrado comandante del Ejército y luego ministro de Guerra, recibió el título de Sadar Sepah. Con la ley de 1923, optó por el apellido Pahlavi, que recuerda al clan de su padre, los Pahlavan, y a la lengua pehlevi.
| ● 28 de octubre de 1923-12 de diciembre de 1925:    | Su alteza Reza Pahlavi   |
| ● 12 de diciembre de 1925-15 de diciembre de 1925:  | Su majestad el rey       |
| ● 15 de diciembre de 1925-16 de septiembre de 1941: | Su majestad el emperador |